# Gloria (film 1980)
Gloria – amerykański film fabularny z 1980 roku w reżyserii Johna Cassavetesa z Geną Rowlands w roli głównej.

## Opis fabuły
Fabuła filmu to historia dawnej dziewczyny gangstera – Glorii (Gena Rowlands), która ucieka przed mafią z kilkuletnim, portorykańskim  chłopcem – Philem (John Adames). Był on synem księgowego mafii, posiadacza notesu z ważnymi informacjami, który zaczął współpracować z FBI. Gloria, ich sąsiadka, była świadkiem mafijnej egzekucji na całej jego rodzinie. Ocalał tylko Phil. Gangsterzy chcą teraz dopaść Glorię i chłopca oraz zdobyć notes księgowego, przekazany przed śmiercią synowi.  

## Obsada
- Gena Rowlands – Gloria Swenson
- Julie Carmen – Jeri Dawn
- Buck Henry – Jack Dawn
- John Adames – Phil Dawn
- Lupe Garnica – Margarita Vargas
- John Finnegan – Frank
- Tom Noonan
- J.C. Quinn
- Sonny Landham
- Lawrence Tierney

## Inne informacje
Gena Rowlands była nominowana do Oscara w kategorii najlepsza aktorka.
Film zdobył nagrodę Złotego Lwa na Festiwalu Filmowym w Wenecji (ex-aequo z Atlantic City). John Adames otrzymał Antynagrodę Złotej Maliny za rolę drugoplanową (ex-aequo z Sir Laurence Olivierem).
W 1999 roku pojawił się remake tego filmu pod tym samym tytułem w reżyserii Sidneya Lumeta z Sharon Stone w roli głównej.